# Montpinier
Montpinier település Franciaországban, Tarn megyében. Lakosainak száma 186 fő (2022. január 1.). Montpinier Castres, Jonquières, Laboulbène, Lautrec, Montfa, Peyregoux és Saint-Germier községekkel határos.

## Népesség
A település népességének változása:
| Lakosok száma | 187  | 191  | 195  | 190  | 190  | 190  | 189  | 189  | 186  |
|               | 2013 | 2015 | 2016 | 2017 | 2018 | 2019 | 2020 | 2021 | 2022 |